# 그나이우스 폼페이우스 마그누스

그나이우스 폼페이우스 마그누스의 흉상

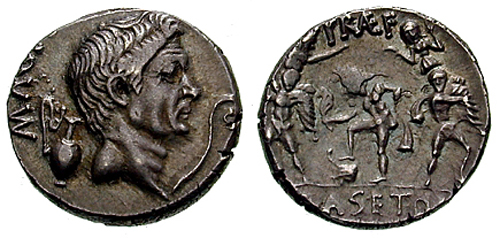
섹스투스 폼페이우스의 동전에 새겨진 폼페이우스

그나이우스 폼페이우스 마그누스(라틴어: Gnaeus Pompeius Magnus 그나이우스 폼페이우스 망누스[*], 기원전 106년 9월 29일, 피케눔(현재 마르케 주 및 아브루초 주 북부 – 기원전 48년 9월 28일)는 로마 공화정 말기의 위대한 장군이자 정치인이었다. 그는 로마 공화정 말기 원로원파(귀족파)의 지도자로 루키우스 코르넬리우스 술라의 부관이자 그의 손녀사위였다. 술라 사후 마르쿠스 리키니우스 크라수스와 가이우스 율리우스 카이사르와 함께 삼두정치체제를 이끌었으며 한때 카이사르와 동맹을 맺었지만 카이사르와의 내전에서 패하고 이집트에서 죽었다.

## 생애

### 어린 시절
폼페이우스의 아버지 폼페이우스 스트라보는 피세노 지방의 부유한 가문으로 그의 집안은 전통적인 로마의 지배 귀족은 아니었지만 기원전 92년 법무관, 기원전 89년에는 집정관을 지냈다. 동맹시 전쟁이 벌어지자 폼페이우스는 18살의 나이로 아버지를 도와 함께 참전했고 큰 활약을 보였다. 천병희 단국대학교 명예교수가 번역한 《플루타르코스 영웅전》(범우사)에 따르면, 군대내에서 반란이 일어날 조짐이 보이자 "아버지를 배신할 것이라면 차라리 나를 밞고 가라"고 호소하여 반란이 일어나지 않도록 했다는 일화가 있을 정도로 폼페이우스는 뛰어난 지도력을 보였다.
기원전 87년, 가이우스 마리우스와 술라의 내전때 아버지가 죽고 그는 아직 어린 관계로 마리우스파의 숙청을 피했고 피세노에서 가문의 재산과 토지를 지켰다. 기원전 83년 술라가 미트라다테스 6세와의 전쟁을 끝내고 그리스에서 이탈리아로 귀환했을 때 폼페이우스는 3개의 군단을 모아 술라와 함께 마리우스파에 대항했다. 이때 폼페이우스는 어린 나이에도 불구하고 뛰어난 군사적 재능을 보였고 술라는 독재관이 된 후 자신의 딸과 결혼시켰다.

### 군사적 성공

#### 시칠리아와아프리카
술라는 이탈리아에서 내전이 거의 끝나가자 폼페이우스에게 시칠리아와 아프리카로 도망친 마리우스 일파의 잔당소탕을 맡겼다. 약 2년에 걸친 소탕작전에서 폼페이우스는 마리우스파 잔당에 대한 잔인하고 처절한 응징으로 "십대 백정"이라는 별명을 얻을 정도였고 뛰어난 군사작전으로 임무를 끝마쳤다. 아프리카에서 돌아오면서 폼페이우스는 술라에게 자신의 개선식을 거행해 줄 것을 요구했으나 거절당하자 자신의 군단의 해산을 거부하고 로마 성문에서 시위를 벌였고 술라는 결국 개선식을 허락했다. 이때 술라는 농담삼아 그에게 마그누스(MAGNUS)라는 별명을 붙였는데 폼페이우스는 이것을 자신의 별칭으로 계속 사용했다.
술라가 은퇴하고 죽고난 기원전 77년 폼페이우스는 전직집정관 레피두스가 일으킨 반란을 진압하고 이어서 히스파니아로 도망친 마리우스파의 잔당 세르토리우스의 진압을 자청하고 나섰다. 아직 29세에 불과하고 아무런 로마 공직 경험이 없었던 폼페이우스에게 군사지휘권을 주고 원정을 보내는 것은 당시 법에 어긋나는 것이어서 원로원은 망설였다. 그러자 폼페이우스는 다시 한번 자신의 군단을 해체하지 않겠다고 원로원에 우겼고 결국 원로원은 집정관 대리라는 임시직함을 주고 군사 지휘권을 부여하여 히스파니아로 파견했다.

#### 세르토리우스와 스파르타쿠스 전쟁
당시 히스파니아에는 이미 메텔루스 피우스가 파견되어 3년째 세르토리우스와 싸우고 있었으나 별다른 전과를 내지못하고 있었다. 세르토리우스는 게릴라 전술로 메텔루스의 정규군을 괴롭히고 있었고 특히 폼페이우스에게 진압당한 레피두스의 부하들까지 가세하여 세력이 커지고 있었다. 폼페이우스가 메텔루스 피우스에게 가세하여 로마 정규군은 공세를 더욱 강화했으나 세르토리우스 전쟁은 완전한 승패가 나지 않은 게릴라 전으로 5년을 더 끌었고 기원전 72년 세르토리우스가 부하에게 배반당해 살해당함으로써 끝났다.
한편 로마에서는 기원전 73년 검투사인 스파르타쿠스가 노예와 검투사를 이끌고 일으킨 스파르타쿠스의 반란을 진압하는 데 애를 먹고 있었다. 노예들의 항쟁은 법무관인 크라수스가 8개군단을 이끌고 잔인한 방법을 취하면서 기원전 71년 겨우 진압당했다. 당시 6,000명이나 되는 포로들이 십자가형으로 학살당했을 정도로, 해방을 위한 노예들의 항쟁은 지배계급들에 의해 탄압되었다.
기원전 71년 폼페이우스는 루비콘강을 넘어서도 자신의 군단을 해산하지 않고 로마로 와서 원로원에 개선식과 다음해의 집정관직을 요구했다. 폼페이우스는 술라가 새로 제정한 법에 의해 집정관 자격이 없었다. 그러자 크라수스도 자신의 8개군단을 해체하지 않고 집정관직을 요구했다. 두사람은 서로 비밀협약을 맺고 원로원을 압박하여 집정관에 당선되었다.

### 동방의 재편
집정관이 된 후 크라수스와 폼페이우스는 술라체제에 반대하는 두 가지 법을 통과시켰다.
- 호르텐시우스법의 부활 : 술라 이후 약화된 호민관의 권력과 지위를 다시 부활시킴, 호민관은 원로원의 승인 없이도 법률을 발의할 수 있게 됨
- 배심원 제도의 개혁 : 원로원 의원의 독점이던 배심원을 원로원, 기사계급, 평민이 각각 1/3씩 담당하게 함

첫 번째 집정관직에서 물러난 지 2년 후인 기원전 67년 폼페이우스는 당시 호민관인 가비니우스의 선동으로 로마 역사상 전대미문의 막대한 권한을 가진 해적 토벌대의 사령관으로 취임했다. 폼페이우스를 의심스러운 눈으로 보던 일부 보수적인 원로원 의원들은 이에 반대했으나 가비니우스와 폼페이우스가 벌인 무력시위와 폭력 앞에 소용없었다. 폼페이우스는 3년동안 전권을 가진 사령관으로 선출되어 해적 소탕에 나섰고 뛰어난 전술과 군사윤용으로 불과 3개월여 만에 지중해의 거의 모든 해적을 일소해버렸다. 그러자 로마는 물론 그리스에서도 폼페이우스의 인기는 치솟았고 로마에서는 다시 폰투스의 왕 미트라다테스 6세와의 전쟁마저도 폼페이우스에게 맡기고 그의 절대 사령관직을 연장하는 법안이 가결되었다.
이때 소아시아의 상황은 어려웠다. 기원전 73년 폰투스의 미트라다테스는 로마가 세르토리우스 전쟁과 스파르타쿠스 전쟁에 여념이 없는 것을 보고 다시 비티니아를 침공했고 로마는 루키우스 리키니우스 루쿨루스를 파견해 이에 맞서게 했다. 로쿨루스는 미트라다테스를 상대로 7년 동안 싸우면서 몇 번의 승리를 거두어 카스피해까지 진군하고 소아시아의 행정을 개편하고 있었다. 그러나 병사들의 신임을 잃은 로쿨루스는 완전한 승리를 보지 못하고 폼페이우스에게 지휘권을 빼앗기고 로마로 소환당했다.
기원전 66년부터 동방의 지휘권을 행사한 폼페이우스는 미트라다테스를 상대로 두 차례의 승리를 거두고 파르티아와 협정을 맺은 다음 아르메니아 왕국의 티그라네스를 압박하여 로마의 속국으로 만들었다. 아르메니아는 폰투스의 오랜 동맹국이었지만 결국 폼페이우스에게 굴복했고 미트라다테스는 고립되어 도망쳤다. 폼페이우스는 유프라테스강 서안까지 진출하여 파르티아에 로마의 힘을 과시하고 시리아를 거쳐 유대로 진출하여 예루살렘을 공격하고 유대를 시리아 총독의 지배하에 두었다. 고립된 미트라다테스 6세는 결국 자결하고 폼페이우스는 소아시아에서 팔레스타인, 이집트에에 이르는 동방을 완전히 로마의 영향력 아래 두는 데 성공하였다.
기원전 61년 로마에 돌아온 폼페이우스는 9월 29일 그의 생일에 동방에서의 빛나는 승리를 기념하기 위해 통산 세 번째 개선식을 벌였다.

### 카이사르와 삼두정치
5년간 로마를 떠나 있다가 비로소 귀환한 폼페이우스는 로마에서 자신의 입지를 강화하기 위해 노력했다. 보수파 귀족들은 그를 의심스러운 눈으로 보고 있었으며 그가 혼인동맹을 통해 원로원의 귀족파와 연합하려는 시도를 거부했다. 원로원과 손잡고 퇴역병을 위해한 토지를 분할하고 자신의 동방 정책에 대한 인준을 받으려던 폼페이우스는 난관을 맞았다.
이때 히스파니아에서 돌아와 기원전 59년의 집정관직을 노리던 율리우스 카이사르는 폼페이우스와 크라수스를 자신의 편으로 끌어들여 비밀리에 제1차 삼두정치 협약을 맺고 서로 협력하기로 했다. 폼페이우스는 카이사르의 딸 율리아와 결혼하였고, 집정관이 된 카이사르는 즉각 토지법안을 관철시키켜 폼페이우스의 퇴역병을 위한 토지를 주었고 갈리아에서 5년 임기의 지휘권을 확보하였다. 한편 폼페이우스는 히스파니아의 속주 총독자리를 받았지만 때마침 불거진 로마의 곡물문제 때문에 로마에 머물면서 이를 성공적으로 해결했다. 그러나 그의 성공을 별다른 주의를 끌지 못했다.
귀족파들은 키케로의 추방에 대해 앙심을 품고 여전히 카이사르와 결탁한 폼페이우스에 대하여 반대입장을 고수했다. 키케로가 망명에서 돌아와 폼페이우스를 옹호했으나 여전히 원로원 파의 의심을 받았다. 한편 기원전 56년 카이사르는 루카에서 크라수스와 폼페이우스를 차례로 불러 회담을 가졌고 그들의 삼두 정치의 전략을 재수정했다. 폼페이우스와 크라수스는 기원전 55년의 집정관직 선출을 약속받고 각각 히스파니아와 시리아 속주의 속주 지휘권을 갖기로 하고 카이사르는 갈리아의 지휘권을 5년 더 연장하기로 합의했다. 그러나 이번 선거에는 반대파도 입후보했기 때문에 결국 투표는 전례없는 뇌물과 부패로 얼룩진 가운데 크라수스와 폼페이우스는 집정관직을 얻었으나 폭력과 혼란이 로마사회를 어지럽게 했다. 폼페이우스는 로마에 상설 대극장을 지어 기증했다.

### 내전으로 치닫는 로마
그러나 삼두 정치체제는 그 종말로 다가갔다. 기원전 54년 폼페이우스의 아내인 율리아가 아이를 낳다가 죽음으로써 폼페이우스와 카이사르를 이어주는 연결고리가 없어졌고 크라수스는 파르티아를 상대로 전쟁을 벌이다가 전사하고 만 것이다. 또한 로마 민중들사이에서 폼페이우스 보다 카이사르가 더 유능한 장군으로 여겨졌다. 카이사르는 다시 한 번 혼인 동맹을 맺을 것을 요청하였으나 폼페이우스는 거절하고 대신 기원전 52년 카이사르의 주요 정적인 카이킬리우스 메텔루스 가문과 결합하여 원로원파에 전향적인 모습을 보였다. 이때부터 원로원파는 카이사르보다는 폼페이우스가 덜 위험하다고 판단한 것으로 보인다.
같은해 클로디우스의 암살과 원로원 건물이 파괴되자 원로원파는 폼페이우스에게 질서를 회복하라고 요청했고 폼페이우스는 신속한 군사행동으로 질서를 회복시켰다. 그러나 여전히 폼페이우스를 의심스러워하는 원로원은 그에게 독재관의 지위 대신 공동집정관이 없는 단독집정관직을 부여하였다.
한편 카이사르가 갈리아에서 베르킨게토릭스와 싸우는 동안 폼페이우스는 차근차근 카이사르의 숨통을 죄는 작업에 착수하였다. 여러 가지 개혁에 착수하면서 폼페이우스는 뇌물과 부정 선거에 대하여 소급하여 처벌할 수 있는 법률을 만들었는데 이것은 카이사르의 임기가 끝나면 그를 기소하려는 의도였다. 이것은 카이사르의 계획을 모두 물거품으로 만드는 것이었고 폼페이우스는 한걸음 더 나아가 기원전 51년 카이사르가 군대를 모두 해산하지 않으면 집정관직을 수행할 수 없도록 만들었다. 폼페이우스는 점점 나이가 들어감에 따라 쇠퇴하고 있었고 카이사르를 두려워하기 시작했다. 원로원파의 정쟁 도구로 그는 점점 파국으로 달려갔고 이제 내전은 피할 수 없어 보였다.

### 몰락과 죽음
처음에 폼페이우스는 카이사르가 이탈리아에 한발자국만 들여놓으면 군대를 모아 그를 격퇴 할 수 있다고 호기있게 주장했다. 그러나 기원전 49년 카이사르가 루비콘강을 건너 군단을 이끌고 반도를 휘몰아쳐 내려오자 폼페이우스는 로마를 포기하고 남쪽으로 퇴각했고 동방으로 건너가 군대를 재조직하여 카이사르와 맞서려고 했다. 너무 서둘러 로마를 버린 탓에 보수파들은 군자금도 제대로 가져가지 못했고 로마에서 그들의 군자금 규모를 발견한 카이사르는 그 엄청난 규모에 놀랐다고 한다.
내전은 히스파니아와 북아프리카, 그리스에서 차례로 벌어졌다. 카이사르는 히스파니아에서 돌아와 위험을 무릅쓰고 아드리아해를 건너 추격전을 벌이다가 이탈리아의 본진으로부터 차단되었고 디라키움에서 폼페이우스의 진지를 공격하다 격퇴되었다. 그러나 폼페이우스는 완전한 승기를 잡지 못하고 결국 카이사르는 이탈리아에서 증원군을 받는 데 성공했고 폼페이우스는 기원전 48년 파르살루스 전투에서 카이사르에게 대패했다. 보수파들은 뿔뿔이 도망갔고 폼페이우스도 식솔을 거느리고 도망길에 올랐다. 그는 이집트로 건너가 다시 세력을 규합하기로 작정하고 이집트의 왕 프톨레마이오스 13세에게 의탁할 예정이었다. 그러나 프톨레마이오스는 이미 카이사르에게 기울었고 폼페이우스는 결국 기원전 48년 9월 29일 자신의 58번째 생일날, 이집트에 상륙하다가 죽임을 당했다.

## 연표
- 기원전 106년 9월 29일 — 태어남
- 기원전 83년 — 술라가 미트라다테스 6세와의 전쟁에서 돌아오자 그와 연합함
- 기원전 82년/기원전 81년 — 시칠리아, 아프리카에서 마리우스의 잔당을 소탕
- 기원전 76년/기원전 71년 — 세르토리우스를 상대로 히스파니아 원정
- 기원전 71년 — 이탈리아로 귄환하여 스파르타쿠스의 노예반란을 진압
- 기원전 70년 — 첫 번째 집정관직 (크라수스와 공동집정관)
- 기원전 67년 — 해적을 소탕하고 아시아 속주로 진출
- 기원전 66년/기원전 61년 — 미트라다테스 6세와의 전쟁에서 승리
- 기원전 64년/기원전 63년 — 시리아, 팔레스타인으로 진군
- 기원전 59년 4월 — 제1차 삼두정치 성립, 율리우스 카이사르의 딸 율리아와 결혼
- 기원전 58년/기원전 55년 — 히스파니아를 통치함
- 기원전 55년 — 두 번째 집정관직 (크라수스와 공동집정관)
- 기원전 54년 — 율리아 죽음, 제1차 삼두정치 종결
- 기원전 52년 — 세 번째 집정관직 (메텔루스 스키피오와 공동집정관)
- 기원전 51년 — 카이사르의 집정관직을 반대하다
- 기원전 49년 — 카이사르, 루비콘강을 넘어 로마로 진격; 폼페이우스 보수파와 그리스로 후퇴
- 기원전 48년 9월 29일 — 파르살루스 전투에서 패배, 이집트로 도망치고 살해당함